# Keston Bledman
Keston Bledman (né le 8 mars 1988 à San Fernando) est un athlète de Trinité-et-Tobago spécialiste des épreuves de sprint, champion olympique du relais 4 x 100 m en 2008.

## Carrière sportive
Troisième des Championnats du monde cadets 2005, il remporte l'épreuve du 100 mètres des Championnats panaméricains juniors 2007 avec le temps de 10 s 32. Il participe ensuite aux Championnats du monde d'Osaka où il s'incline au stade des quarts de finale en 10 s 33. 
Sélectionné dans l'équipe de Trinité-et-Tobago lors des Jeux olympiques de 2008, Keston Bledman dispute la finale du relais 4 × 100 mètres et obtient la médaille d'argent en 38 s 26 en compagnie de Marc Burns, Emmanuel Callander et Richard Thompson. Le relais trinidadien, qui avait terminé premier de sa série de qualification en bénéficiant notamment de la disqualification de quatre équipes (dont les États-Unis), termine à près d'une seconde de la Jamaïque, auteur d'un nouveau record du monde. À la suite du dopage de Nesta Carter, l'équipe trinidadienne devient championne olympique le 25 janvier 2017.
Il remporte la médaille d'or du relais 4 × 100 m lors des Championnats d'Amérique centrale et des Caraïbes 2009 en 38 s 73, devançant notamment le relais jamaïcain. Il se classe par ailleurs sixième du 100 mètres en 10 s 29. Keston Bledman porte son record personnel sur 100 m à 10 s 01 en juin 2010 à New York. Il participe plus tard dans la saison aux Jeux d'Amérique centrale et des Caraïbes de Mayagüez où il enlève le titre du relais 4 × 100 m en 38 s 24.
En juin 2011, à Clermont en Floride, Keston Bledman descend pour la première fois de sa carrière sous les 10 secondes au 100 mètres en réalisant le temps de 9 s 99, derrière l'Américain Tyson Gay, auteur de la meilleure performance mondiale de l'année en 9 s 79. Il remporte quelques minutes plus tard la finale en l'absence de Tyson Gay, et améliore de nouveau son record personnel en 9 s 93 (+1,0 m/s).
Lors des Championnats du monde de Daegu en août 2011, il se hisse en demi-finales du 100 m. Il y prend la 5e place en 10 s 14 derrière notamment les quatre qualifiés pour la finale Yohan Blake, Walter Dix, Jimmy Vicaut et Daniel Bailey (10 s 14 aussi).
En mai 2012, à Orlando, Keston Bledman établit le temps de 9 s 89 (+0,9 m/s), améliorant de 4/100 son record personnel. Puis, à l'occasion du meeting Adidas Grand Prix de New York, il tient tête au champion du monde en titre sur la distance en réalisant 9 s 93 (+0,7 m/s) dans la finale A derrière les 9 s 90 de Yohan Blake. Il remporte fin juin les sélections olympiques de Trinité-et-Tobago en 9 s 86 (+1,4 m/s), nouveau record personnel.

## Palmarès
| Date | Compétition                                      | Lieu      | Résultat | Épreuve   | Temps   |
| ---- | ------------------------------------------------ | --------- | -------- | --------- | ------- |
| 2005 | Championnats du monde jeunesse                   | Marrakech | 3e       | 100 m     | 10 s 55 |
| 2006 | Championnats du monde juniors                    | Pékin     | 7e       | 100 m     | 10 s 47 |
| 2007 | Championnats panaméricains juniors               | São Paulo | 1er      | 100 m     | 10 s 32 |
| 2007 | Championnats panaméricains juniors               | São Paulo | 2e       | 4 × 100 m | 40 s 11 |
| 2008 | Championnats d'Amérique centrale et des Caraïbes | Cali      | 1er      | 4 × 100 m | 38 s 54 |
| 2008 | Jeux olympiques                                  | Pékin     | 1er      | 4 × 100 m | 38 s 06 |
| 2009 | Championnats d'Amérique centrale et des Caraïbes | La Havane | 1er      | 4 × 100 m | 38 s 73 |
| 2010 | Jeux d'Amérique centrale et des Caraïbes         | Mayagüez  | 1er      | 4 × 100 m | 38 s 24 |
| 2011 | Championnats d'Amérique centrale et des Caraïbes | Mayagüez  | 1er      | 100 m     | 10 s 05 |
| 2011 | Championnats d'Amérique centrale et des Caraïbes | Mayagüez  | 2e       | 4 × 100 m | 38 s 89 |
| 2012 | Jeux olympiques                                  | Londres   | 2e       | 4 × 100 m | 38 s 12 |
| 2014 | Relais mondiaux de l'IAAF                        | Nassau    | 2e       | 4 × 100 m | 38 s 04 |
| 2014 | Jeux du Commonwealth                             | Glasgow   | 3e       | 4 × 100 m | 38 s 10 |
| 2015 | Relais mondiaux de l'IAAF                        | Nassau    | 7e       | 4 × 100 m | 38 s 92 |
| 2015 | Jeux panaméricains                               | Toronto   | 4e       | 100 m     | 10 s 12 |
| 2015 | Jeux panaméricains                               | Toronto   | 3e       | 4 × 100 m | 38 s 69 |
| 2019 | Jeux panaméricains                               | Lima      | 8e       | 100 m     | 10 s 43 |
| 2019 | Jeux panaméricains                               | Lima      | 2e       | 4 × 100 m | 38 s 46 |

## Records
| Épreuve | Performance | Lieu           | Date                      |
| ------- | ----------- | -------------- | ------------------------- |
| 100 m   | 9 s 86      | Port-d'Espagne | 24 juin 2012 27 juin 2015 |
| 200 m   | 20 s 73     | Lappeenranta   | 3 août 2008               |